# Willy Delajod
Willy Delajod (Cornier, 25 settembre 1992) è un arbitro di calcio francese.

## Carriera
Ha iniziato ad arbitrare all'età di 13 anni. Il 29 gennaio 2016, a soli 23 anni, esordisce in Ligue 2 arbitrando la partita tra Valenciennes e Red Star. Nel 2017, è stato selezionato dalla Federcalcio francese e dalla UEFA per unirsi al programma UEFA Center of Refereeing Excellence (CORE), volto a preparare arbitri più giovani al livello internazionale. L'11 agosto 2018 fa il suo debutto in Ligue 1, designato per l'incontro della prima giornata tra Lilla e Rennes. Diventa così l'arbitro più giovane nella storia del campionato, all'età di 25 anni.
Nel 2020 è stato inserito nella lista degli arbitri della FIFA, e ha arbitrato la sua prima partita in una competizione per club UEFA il 17 settembre 2020. In questa occasione ha diretto l'incontro di qualificazioni all'Europa League 2020-2021 Teuta-Granada. Il 13 ottobre 2020 arbitra per la prima volta un incontro tra nazionali , dirigendo Inghilterra U-21-Turchia U-21. L'8 giugno 2021 ha arbitrato la sua prima partita tra nazionali maggiore, l'amichevole Spagna-Lituania.
Nel 2021 è VAR per il Trophée des champions 2020, disputatosi a gennaio tra Paris Saint-Germain e Olympique Marsiglia, nonché per la finale della Coppa di Francia 2021-2022 Monaco-Paris Saint-Germain. Nel 2022 è stato quarto ufficiale nella finale della Coppa di Francia 2021-2022 Nizza-Nantes. L'11 maggio 2022 ha svolto il ruolo di assistente VAR nella Finale della UEFA Champions League 2021-2022 Liverpool Real Madrid, diretta dal suo connazionale Clément Turpin.
Il 23 aprile 2024 la UEFA lo ha convocato per il campionato d'Europa 2024 in Germania, nel ruolo di VAR insieme al collega Jérôme Brisard, agli arbitri François Letexier e Clément Turpin, ed agli assistenti Cyril Mugnier, Mehdi Rahmouni, Nicolas Danos e Benjamin Pages. Durante il torneo, il 14 luglio svolge il ruolo di assistente VAR nella finale Spagna-Inghilterra, diretta dal francese François Letexier.
Il 31 marzo 2025 la UEFA lo ha convocato per il campionato femminile d'Europa 2025 in Svizzera, nel ruolo di VAR, insieme all'arbitro Stéphanie Frappart e all'assistente Camille Soriano.